# Prosevania grisea
Prosevania grisea är en stekelart som först beskrevs av Jean-Jacques Kieffer 1911.  Prosevania grisea ingår i släktet Prosevania och familjen hungersteklar. Inga underarter finns listade i Catalogue of Life.